# Nobels testamente
Nobels testamente är en deckare av Liza Marklund från 2006. Detta är den sjätte boken om journalisten Annika Bengtzon och en fristående fortsättning på Den röda vargen. 

## Handling
Journalisten Annika Bengtzon är på Nobelfesten i Stockholms stadshus. Hon dras in i ett morddrama då den medicinska Nobelkommitténs ordförande Caroline von Behring blir skjuten av under den pågående dansen inne i stadshuset. Annika Bengtzon blir vittne till mordet men kan till sitt stora förtret inget skriva för sin tidning, Kvällspressen, då hon av polisen Q blir belagd med yppandeförbud. Bengtzons härvande i nystan kring mordet kompliceras samtidigt av problem på hemmaplan med maken Thomas. Efter vad boken lider så ramlar Annika över fler och fler pusselbitar till varför Caroline von Behring blev mördad.  
Romanen knyter an till flera nutida samhällsdebatter och händelser. Den skiljer sig från gängse pusseldeckare på det sätt att man redan från början får veta vem som är mördaren.
Boken är till stor del inspirerad av Alfred Nobels pjäs Nemesis.